# 3165 Mikawa
3165 Mikawa è un asteroide della fascia principale. Scoperto nel 1984, presenta un'orbita caratterizzata da un semiasse maggiore pari a 2,2446369 UA e da un'eccentricità di 0,1793487, inclinata di 3,92141° rispetto all'eclittica.
L'asteroide è dedicato all'ex provincia giapponese di Mikawa, attualmente compresa nella Prefettura di Aichi.